# Epternus
Epternus is een persoonsnaam, die onder meer gebruikt werd in de Romeinse Tijd. De naam is gereconstrueerd uit een opschrift op een grafsteen die in de Luxemburgse stad Echternach werd gevonden. Die plaatsnaam is dan mogelijk afgeleid uit Eptern-acum, waarin Eptern- van Epternus is afgeleid.